# Roy George Douglas Allen
Roy George Douglas Allen (Worcester, 3 giugno 1906 – Southwold, 29 settembre 1983) è stato uno statistico britannico.
È stato insegnante universitario alla London School of Economics and Political Science e consulente di statistica alle Nazioni Unite.

## Opere
- The Nature of Indifference Curves, 1934, RES.
- The Concept of the Arc Elasticity of Demand, 1934, RES
- A Reconsideration of the Theory of Value, 1934, Economica, Part II 1(2), pp.  196-219. (PDF). URL consultato il 25 ottobre 2017 (archiviato dall'url originale il 2 aprile 2012). (Part I by  J.R. Hicks)
- Family Expenditure (with A.L. Bowley), 1935.
- Mathematical Analysis for Economists, 1938. 1st-page chapter  links. (archiviato dall'url originale il 21 giugno 2012). Review fragments by  J.R. Hicks  and Carl F. Christ (1st paragraph).
- The Supply of Engineering Labor under Boom Conditions (with B. Thomas), 1939, Economic Journal.
- Statistics for Economists, 1949.
- Index Numbers of Retail Prices, 1938-51, 1952, Applied Statistics.
- Mathematical Economics, 1956. Review fragments by Oskar Morgenstern , C.F. Carter, and Carl F. Christ (2nd and 3rd para.).
- Macroeconomic Theory, 1967.
- On Official Statistics and Official Statisticians, 1970, J of Royal Statistical Society.
- Index Numbers in Theory and Practice, 1975.
- Introduction to National Accounts Statistics, 1980.